# Franska Västafrika

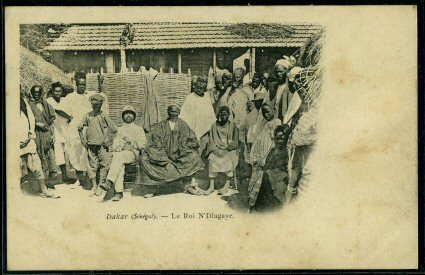
En dakarisk härskare, N'Diagaye, tar emot en fransk kolonialtjänsteman omkring 1910.

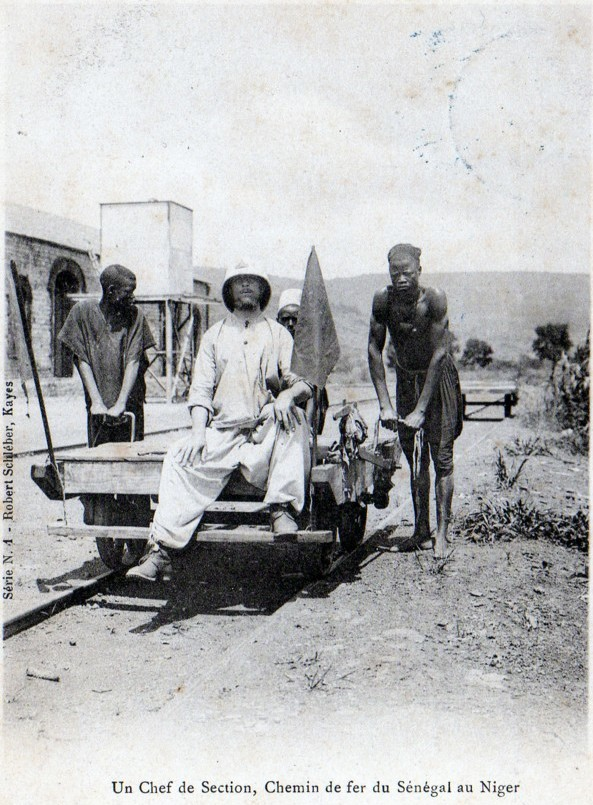
Kolonialtjänsteman och rallare under bygget av Dakar-Niger-järnvägen.

Franska Västafrika var en fransk koloni och ett generalguvernement under perioden 27 oktober 1895 – 5 oktober 1958.
Det bestod av Senegal, Franska Guinea, Elfenbenskusten, Dahomey, Övre Volta, Niger, Franska Sudan och Mauretanien.

## Geografi
Franska Västafrika bildade ett sammanhängande område längs Senegal och övre Niger samt når på fem olika punkter fram till Atlanten, omslutande främmande makters områden; i norr sträcker sig Franska Västafrika in i Sahara, i öster till Tibesti.
Kusttrakterna i söder och sydväst samt berglandet innanför tillhöra det tropiska
regnskogsområdet. Högsta delarna var trakten kring Mont Drouplé (omkr. 3 000 m ö. h.), uppbyggt av gnejs och granit, och platålandet Fouta Djallon (1 230 m), bestående av sandsten och vulkaniska bergarter.
Vid Senegal, Niger och fram till Tchadsjön utbreder sig Sudans savanner, och längre mot norr
vidtaga Saharas sand- och stenöknar; berggrunden består av äldre sedimentbergarter,
överlagrade av kvartärbildningar, särskilt flygsand.
Klimatet är innanför kusterna samt i bergen tropiskt och regnrikt; längre inåt land avtager
nederbörden, medan temp. är tämligen konstant.
De största städerna var 1951, förutom Dakar (157 000 invånare), Bamako (70 000), S:t Louis (63 000), Abidjan (46 000), och Conakry (43 000).

## Näringsliv
Franska Västafrikas huvudnäringar var jordbruk och boskapsskötsel; jordbruket lämnar maniok, jams, durra, hirs, ris samt åtskilliga industriråämnen: jordnötter, palmkärnor, bomull m. m.; boskapsskötseln är bäst utvecklad i savannområdet. Skogsbruket lämnade värdefulla träslag och kautschuk.
Järnvägsnätet omfattade 4 352 km. Senegal och Niger trafikeras av flodångare; Dakar är viktig knutpunkt för flygtrafiken mellan Europa, Sydafrika och Sydamerika.

## Historia
Kolonin bestod av erövringar från bland annat kungadömet Dahomey, Kungadömet Benin, Toucouleur, Kénédougou och Wassoulou.
Frankrikes äldsta besittning i Franska Västafrika är Senegal (1635). Timbuktu erövrades 1893. 1887 besatte fransmännen Elfenbenskusten, 1891 Franska Guinea, 1892 Dahomey. Generalguvernementet Franska Västafrika upprättades 1904, och däri ingick då Senegal, Elfenbenskusten, Dahomey, Franska Guinea och Sudan.
Sedermera upprättades nya kolonier, som tilldelades Franska Västafrika: 1919 Övre Volta, vilken upplöstes 1933 för att återupprättas 1948, 1921 Mauretanien och 1922 Nigerkolonien. Franska Västafrika styrdes av en generalguvernör, som vid sin sida hade ett råd. 
Kolonierna styrdes av lieutenants-gouverneurs, underställda generalguvernören.

## Generalguvernörer
Generalguvernörer i Franska Västafrika:
- Jean-Baptiste Chaudié : 1895-1900
- Noel Ballay : 1900-1902
- Ernest Roume : 1902-1907
- William Merlaud-Ponty : 1908-1915
- François Joseph Clozel : 1916
- Joost van Vollenhoven : 1917-1918
- Martial Merlin : 1918-1923
- Jules Carde : 1923-1930
- Jules Brévie : 1930-1936
- Marcel de Coppet : 1936-1938
- Léon Cayla : 1939-1940
- Pierre Boisson : 1940-1943
- Pierre Cournarie : 1943-1946
- René Barthès : 1946-1948
- Paul Béchard : 1948-1951

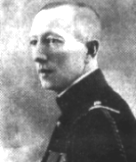
Joost van Vollenhoven: 1917-1918.

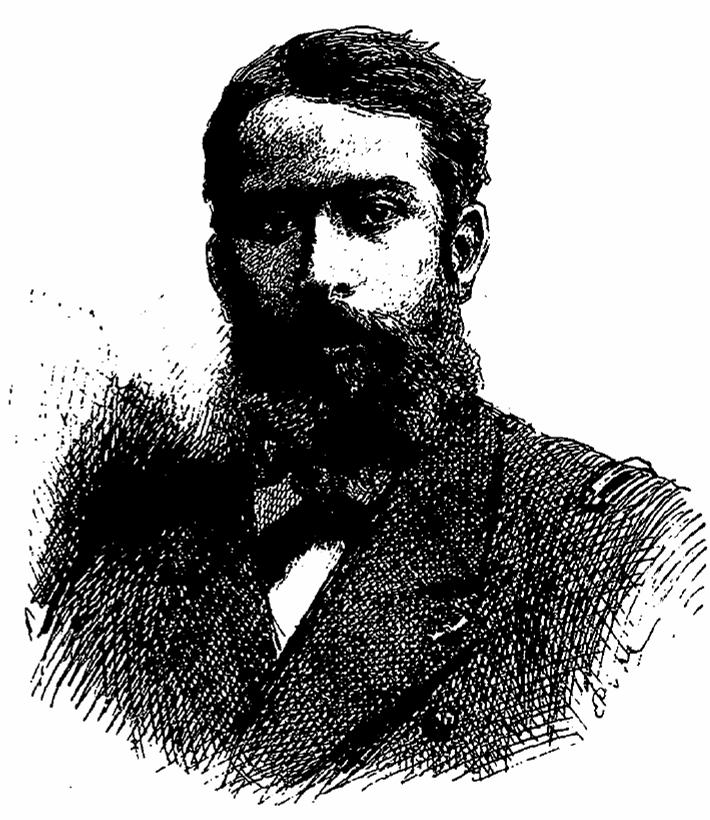
Noel Ballay: 1900-1902.

- Paul Louis Gabriel Chauvet : 1951-1952
- Bernard Cornut-Gentille : 1952-1956
- Gaston Custin : 1956-1957.

High Commissioners
- Gaston Custin : 1957-1958
- Pierre Messmer : 1958